# Carbotriplura kukalovae
Carbotriplura kukalovae je druh hmyzu z období svrchního karbonu příbuzného rybenkám, který je znám z jediného fosilního exempláře z České republiky. Je možné, že jde o přechodný evoluční článek mezi bezkřídlým a křídlatým hmyzem.

## Objev
Holotyp byl objeven sběratelem přírodnin v 80. letech 20. století ve starém lomu na lupek u obce Tlustice, na Berounsku. Fosilie, která byla věnována muzeu Českého krasu v Berouně, sestává z kompletního jedince, jenž byl nejprve chybně určen jako vodní nymfa jepice Bojophlebia prokopi. Tím pádem by šlo o nález nejstarší fosilní jepice na světě a nejstarší fosilii hmyzu známou z České republiky. Na počest tohoto unikátního nálezu si dala obec Tlustice jepici do svého obecního znaku.
Podle pozdějších výzkumů ruských vědců z roku 1996 se však nejedná o jepici, ale o nový druh bezkřídlého hmyzu z řádu Thisanura, který byl pojmenován Karbotriplura kukalovae na počest paleontoložky J. Kukalové, autorky předchozí studie.
Až podrobné výzkumy českých a německých vědců z roku 2014 ukázaly, že jde o mnohem zajímavější nález. Jde pravděpodobně o do té doby chybějící vývojový článek mezi bezkřídlými rybenkami a křídlatým hmyzem. Podařilo se díky němu částečně potvrdit teorii, že primitivní hmyz nejprve plachtil vzduchem za pomoci jednoduchých destičkových křidélek, ze kterých se postupně vyvinula skutečná křídla schopná aktivního letu. Fosilie, zachovaná v jemnozrnné tufitické hornině (lupku), ovšem není dokonale zachovalá a některé důležité informace z ní není možné vyčíst.

## Popis
Karbotriplura dorůstala délky přes 10 cm a po stranách těla měla "destičkové kluzáky", díky kterým byla schopna plachtit mezi stromy, ty vedly k prvotní chybné interpretaci jako tracheální žábry, které mají vodní larvy jepic. Z těchto destiček se pravděpodobně později vyvinula hmyzí křídla, čímž vznikl řád Pterygota.
Po stranách hlavy měl hmyz dvě velké složené oči. Tělo se skládalo z deseti segmentů a z posledního vyrůstaly tři štěty.